# Берновы
Берновы — русский дворянский род, восходящий к половине XVI века.
В 1676 году Фёдор Иванович Бернов владел поместьями в Тверском уезде. Потомство его сына Афанасия записано в VI ч. родословной книги Тверской губернии.